# Vaudeurs
Vaudeurs est une commune française située dans le département de l'Yonne en région Bourgogne-Franche-Comté.

## Géographie

### Communes limitrophes
Les communes limitrophes sont Les Sièges, Arces-Dilo, Cerisiers, Coulours, Villechétive et Les Vallées de la Vanne.

### Climat
Pour des articles plus généraux, voir Climat de la Bourgogne-Franche-Comté et Climat de l'Yonne.
En 2010, le climat de la commune est de type climat océanique dégradé des plaines du Centre et du Nord, selon une étude du Centre national de la recherche scientifique s'appuyant sur une série de données couvrant la période 1971-2000. En 2020, Météo-France publie une typologie des climats de la France métropolitaine dans laquelle la commune est exposée à un climat océanique altéré et est dans la région climatique Nord-est du bassin Parisien, caractérisée par un ensoleillement médiocre, une pluviométrie moyenne régulièrement répartie au cours de l’année et un hiver froid (3 °C).
Pour la période 1971-2000, la température annuelle moyenne est de 10,6 °C, avec une amplitude thermique annuelle de 15,6 °C. Le cumul annuel moyen de précipitations est de 795 mm, avec 12,3 jours de précipitations en janvier et 7,8 jours en juillet. Pour la période 1991-2020, la température moyenne annuelle observée sur la station météorologique de Météo-France la plus proche, « Coulours », sur la commune de Coulours à 4 km à vol d'oiseau, est de 11,2 °C et le cumul annuel moyen de précipitations est de 786,0 mm. 
La température maximale relevée sur cette station est de 39,8 °C, atteinte le 7 août 2003 ; la température minimale est de −16,7 °C, atteinte le 2 janvier 1997,,.
Les paramètres climatiques de la commune ont été estimés pour le milieu du siècle (2041-2070) selon différents scénarios d'émission de gaz à effet de serre à partir des nouvelles projections climatiques de référence DRIAS-2020. Ils sont consultables sur un site dédié publié par Météo-France en novembre 2022.

## Urbanisme

### Typologie
Au 1er janvier 2024, Vaudeurs est catégorisée commune rurale à habitat dispersé, selon la nouvelle grille communale de densité à sept niveaux définie par l'Insee en 2022.
Elle est située hors unité urbaine. Par ailleurs la commune fait partie de l'aire d'attraction de Sens, dont elle est une commune de la couronne,. Cette aire, qui regroupe 65 communes, est catégorisée dans les aires de 50 000 à moins de 200 000 habitants,.

### Occupation des sols

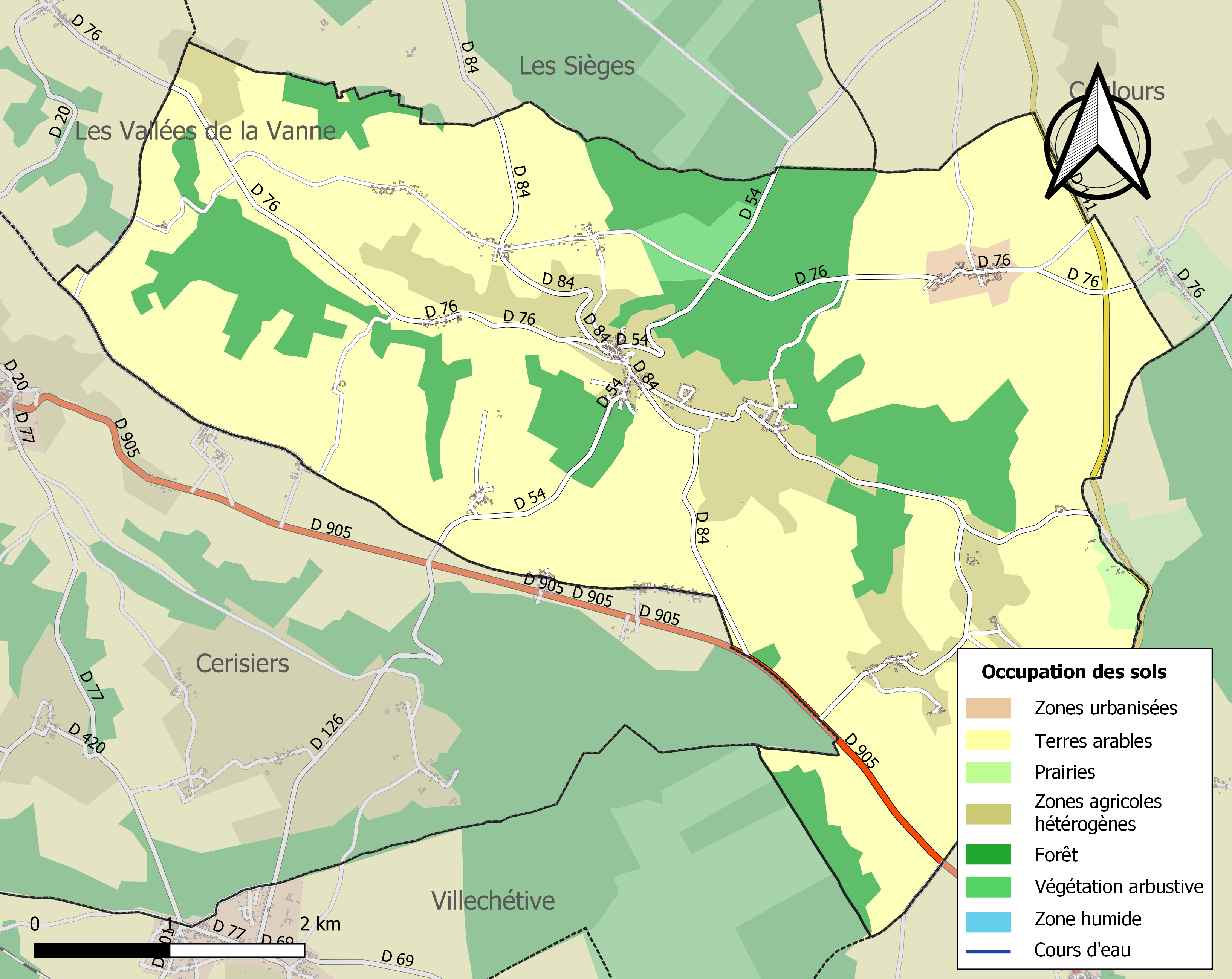
Carte des infrastructures et de l'occupation des sols de la commune en 2018 (CLC).

L'occupation des sols de la commune, telle qu'elle ressort de la base de données européenne d’occupation biophysique des sols Corine Land Cover (CLC), est marquée par l'importance des territoires agricoles (77,6 % en 2018), une proportion identique à celle de 1990 (77,6 %). La répartition détaillée en 2018 est la suivante : 
terres arables (66,8 %), forêts (20,2 %), zones agricoles hétérogènes (10,3 %), milieux à végétation arbustive et/ou herbacée (1,2 %), zones urbanisées (0,9 %), prairies (0,5 %). L'évolution de l’occupation des sols de la commune et de ses infrastructures peut être observée sur les différentes représentations cartographiques du territoire : la carte de Cassini (XVIIIe siècle), la carte d'état-major (1820-1866) et les cartes ou photos aériennes de l'IGN pour la période actuelle (1950 à aujourd'hui).

### Habitat et logement
En 2020, le nombre total de logements dans la commune était de 335, alors qu'il était de 342 en 2015 et de 322 en 2010.
Parmi ces logements, 59,7 % étaient des résidences principales, 27,8 % des résidences secondaires et 12,5 % des logements vacants. Ces logements étaient pour 99,4 % d'entre eux des maisons individuelles et pour 0 % des appartements.
Le tableau ci-dessous présente la typologie des logements à Vaudeurs en 2020 en comparaison avec celle de l'Yonne et de la France entière. Une caractéristique marquante du parc de logements est ainsi une proportion de résidences secondaires et logements occasionnels (27,8 %) supérieure à celle du département (10,6 %) et à celle de la France entière (9,7 %). Concernant le statut d'occupation de ces logements, 89 % des habitants de la commune sont propriétaires de leur logement (93,8 % en 2015), contre 67,4 % pour l'Yonne et 57,5 pour la France entière.
| Typologie                                               | Vaudeurs | Yonne | France entière |
| ------------------------------------------------------- | -------- | ----- | -------------- |
| Résidences principales (en %)                           | 59,7     | 77,4  | 82,1           |
| Résidences secondaires et logements occasionnels (en %) | 27,8     | 10,6  | 9,7            |
| Logements vacants (en %)                                | 12,5     | 12    | 8,2            |

### Voies de communication et transports
La commune est tangentée par le sud par l'ancienne route nationale 5 (actuelle RD 905).

## Politique et administration

### Rattachements administratifs et électoraux

#### Rattachements administratifs
La commune se trouve depuis 1926 dans l'arrondissement de Sens du département de l'Yonne.
Elle faisait partie depuis 1802 du canton de Cerisiers. Dans le cadre du redécoupage cantonal de 2014 en France, cette circonscription administrative territoriale a disparu, et le canton n'est plus qu'une circonscription électorale.

#### Rattachements électoraux
Pour les élections départementales, la commune fait partie depuis 2014 du canton de Brienon-sur-Armançon
Pour l'élection des députés, elle fait partie de la troisième circonscription de l'Yonne.

### Intercommunalité
Vaudeurs est membre fondateur de la communauté de communes de la Vanne et du Pays d'Othe, un établissement public de coopération intercommunale (EPCI) à fiscalité propre créé en 1994 et auquel la commune avait transféré un certain nombre de ses compétences, dans les conditions déterminées par le code général des collectivités territoriales.

### Liste des maires
| Période                                  | Période                       | Identité               | Étiquette | Qualité |
| ---------------------------------------- | ----------------------------- | ---------------------- | --------- | --- |
| Les données manquantes sont à compléter. |                               |                        |           | |
|                                          |                               |                        |           | |
| 2001                                     | 2006                          | Bernard Coulon         |           | |
| 2006                                     | 2008                          | M. Shlikling           |           | |
| 2008                                     | mai 2020                      | Marie-Claude Garnault, |           | |
| mai 2020                                 | mai 2023                      | André Milot            |           | Ancien directeur adjoint du pôle enfance de l’APAJH de Sens Ancien conseiller municipal d'Auxerre Vice-président de la CC de la Vanne et du Pays d’Othe (2020 → 2023) Démissionnaire |
| septembre 2023                           | En cours (au 24 janvier 2024) | Jacques Herlaut        |           | Retraité (profession intermédiaire) |

## Population et société
Les habitants sont appelés les Vaudeurinois.

### Démographie
L'évolution du nombre d'habitants est connue à travers les recensements de la population effectués dans la commune depuis 1793. Pour les communes de moins de 10 000 habitants, une enquête de recensement portant sur toute la population est réalisée tous les cinq ans, les populations de référence des années intermédiaires étant quant à elles estimées par interpolation ou extrapolation. Pour la commune, le premier recensement exhaustif entrant dans le cadre du nouveau dispositif a été réalisé en 2005.

En 2022, la commune comptait 471 habitants, en évolution de −1,67 % par rapport à 2016 (Yonne : −1,95 %, France hors Mayotte : +2,11 %).
| 1793 | 1800 | 1806 | 1821 | 1831 | 1836  | 1841  | 1846  | 1851  |
| ---- | ---- | ---- | ---- | ---- | ----- | ----- | ----- | ----- |
| 900  | 890  | 929  | 911  | 977  | 1 011 | 1 002 | 1 041 | 1 038 |

| 1856 | 1861 | 1866 | 1872 | 1876 | 1881 | 1886 | 1891 | 1896 |
| ---- | ---- | ---- | ---- | ---- | ---- | ---- | ---- | ---- |
| 990  | 981  | 958  | 930  | 934  | 876  | 849  | 833  | 780  |

| 1901 | 1906 | 1911 | 1921 | 1926 | 1931 | 1936 | 1946 | 1954 |
| ---- | ---- | ---- | ---- | ---- | ---- | ---- | ---- | ---- |
| 750  | 698  | 679  | 520  | 563  | 519  | 515  | 512  | 549  |

| 1962 | 1968 | 1975 | 1982 | 1990 | 1999 | 2005 | 2006 | 2010 |
| ---- | ---- | ---- | ---- | ---- | ---- | ---- | ---- | ---- |
| 474  | 419  | 389  | 438  | 478  | 473  | 487  | 488  | 512  |

| 2015 | 2020 | 2022 | - | - | - | - | - | - |
| ---- | ---- | ---- | - | - | - | - | - | - |
| 488  | 453  | 471  | - | - | - | - | - | - |

## Culture locale et patrimoine

### Lieux et monuments

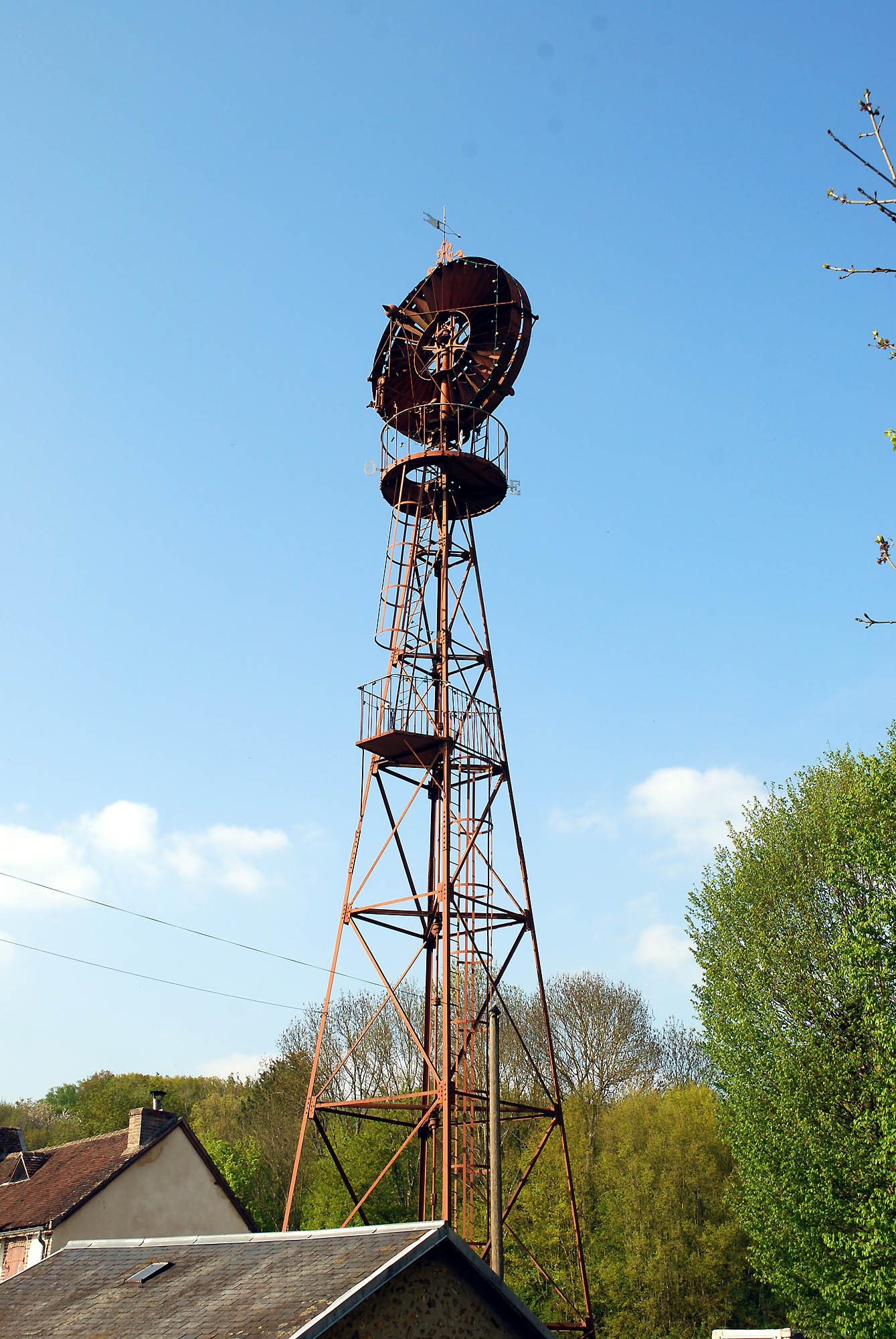
Éolienne Bollée de Vaudeurs

Éolienne de Vaudeurs, située place de l’Éolienne  Inscrit MH (2004), réhabilitée en 2024 après un siècle d'existence

## Pour approfondir